# Papadag (opvoeding)
Papadag is een informele benaming waarmee een vrije dag voor mannen wordt aangeduid, waarop deze de zorgen voor hun kind(eren) op zich nemen. Vaak gaat het om een vaste (vrije) dag in de week.
De 'papadag' kan worden gezien als een voortzetting van het ouderschapsverlof en dan met name gericht op mannen. Dit om te stimuleren dat jonge vaders intensiever betrokken zijn bij de opvoeding van hun kind(eren).
Papadagen kunnen een onderdeel zijn van gelijkwaardig ouderschap waarbij beide ouders a priori verantwoordelijk zijn voor de zorg, maar dat is niet altijd per definitie het geval.
Het inleveren van een beperkte tijd ten behoeve van de zorg voor de kinderen komt volgens onderzoek door onder andere Van de Graaf en Kalmijn, ten goede aan de kans op bestendiging van de relatie tussen vaders en kinderen, ook na partnerscheiding.

## Kritiek
Er is op het gebruik en principe van de term 'papadag' kritiek, zowel vanuit mannen zelf als vanuit feministische hoek. Zo stelt Frank Meijer, hoofdredacteur van het blad Papa, dat mannen veelal een papadag nemen op aandringen van de moeder van hun kind. Hij pleit ervoor dagelijks iets eerder naar huis te gaan zodat vaders dagelijks meer tijd met hun kinderen kunnen doorbrengen.
Meijer meende dat een papadag daarnaast ook de indruk geeft dat de rest van de dagen 'mamadagen' zijn en mannen zo vrijstellen van hun verplichtingen richting hun kind. Actrice Victoria Koblenko ergerde zich om deze reden ook aan de term. Volgens Hilde Tholen, werkzaam voor de Ouders van Nu ergeren meer mensen zich aan de term. Tholen stelt: "De kritiek is vooral dat papa-dag iets bijzonders zou zijn, terwijl we de taken eerlijk moeten verdelen. Je zegt ook niet 'mama-dag'. Je bent gewoon bij je kind thuis."
Ondanks deze kritiek wordt een papadag door anderen wel als een vorm van emancipatie gezien. Zo stelt Henk Hanssen, schrijver van verschillende boeken over vaderschap, dat een dergelijke dag een paar decennia terug ondenkbaar was geweest. Dit bleek ook toen Jesse Klaver tijdens de formatiegesprekken in 2017 aangaf op vrijdag een papadag te hebben. Ondanks bijval kwam hierop ook kritiek; door sommigen wordt dit gezien als onverenigbaar met de politieke verantwoordelijkheden.

## In media
In televisieseries wordt de term 'papadag' ook steeds veelvuldiger gebruikt. Zo is er de serie Papadag (televisieserie) een serie over een groep mannen die op donderdag hun papadag hebben en samenkomt om ervaringen uit te wisselen.

De serie Oogappels bevat daarnaast een tirade tegen het principe papadagen van een van de hoofdpersonen, gespeeld door Malou Gorter. Hierin komt de al eerder door Hilde Tholen genoemde kritiek, dat papadagen iets bijzonders maken van 'gewoon' voor je kind zorgen, terug.